# Fatjassjön
Fatjassjön är en sjö i Jokkmokks kommun i Lappland och ingår i Luleälvens huvudavrinningsområde. Sjön har en area på 2,91 kvadratkilometer och ligger 303 meter över havet. Sjön avvattnas av vattendraget Harrijaurebäcken.

## Delavrinningsområde
Fatjassjön ingår i det delavrinningsområde (740296-168995) som SMHI kallar för Utloppet av Järtasjön. Medelhöjden är 320 meter över havet och ytan är 9,63 kvadratkilometer. Det finns inga avrinningsområden uppströms utan avrinningsområdet är högsta punkten. Harrijaurebäcken som avvattnar avrinningsområdet har biflödesordning 3, vilket innebär att vattnet flödar genom totalt 3 vattendrag innan det når havet efter 180 kilometer. Avrinningsområdet består mestadels av skog (58 procent) och sankmarker (11 procent). Avrinningsområdet har 2,88 kvadratkilometer vattenytor vilket ger det en sjöprocent på 29,9 procent.